# Carl Andre
 (janvier 2024).
- Si vous ne connaissez pas le sujet, laissez ce bandeau (vous pouvez alors contacter les auteurs).
- Si vous supprimez le contenu mis en cause (vous pouvez préalablement contacter les auteurs),

argumentez précisément cette suppression dans la page de discussion
(un manque de référence n'est pas un argument ; une recherche réelle de référence doit avoir été effectuée, être formellement documentée).
 (janvier 2024).
Si vous disposez d'ouvrages ou d'articles de référence ou si vous connaissez des sites web de qualité traitant du thème abordé ici, merci de compléter l'article en donnant les références utiles à sa vérifiabilité et en les liant à la section « Notes et références ».
Pour les articles homonymes, voir Andre.
Carl André, né le 16 septembre 1935 à Quincy (Massachusetts) et mort le 24 janvier 2024 à New York (État de New York), est un peintre et sculpteur considéré au moment de sa mort comme l’un des dernières figures importantes du mouvement artistique du minimalisme.

## Biographie
Carl André est un des derniers « grands »  du minimalisme, dynamitant les codes de la sculpture contemporaine avec d’autres géants comme Robert Morris (1931-2018) ou Donald Judd (1928-1994).

### Origines, jeunesse et influences
Son père est un immigré suédois dessinateur pour les chantiers navals et passionné de menuiserie. Le jeune Carl est formé dans les écoles publiques de sa ville natale de Quincy (Massachusetts) et devient  boursier à la Phillips Academy à Andover, près de Boston (1951-1953). C'est dans cette dernière qu'il étudie l'art, sous la direction de Patrick Morgan et devient l'ami du futur cinéaste Hollis Frampton et du photographe Michael Chapman.
Après s'être brièvement inscrit au Kenyon College de Gambier (Ohio), il travaille pour la Boston Gear Works et économise suffisamment d'argent pour effectuer un voyage en Europe (1954), où son oncle anglais, Raymond Baxter (homme de radio), lui fait découvrir les mégalithes de Stonehenge qui exerceront une influence majeure sur son travail, et l'œuvre de Constantin Brancusi qui le marque au point de s'en définir comme son disciple.
Il effectue son service militaire dans les services de renseignement en Caroline du Nord (1955-1956) où il travaille comme cryptographe pour les services secrets, se servant de ses capacités en arithmétique. Puis il s'installe à New York en 1957 où il travaille dans une maison d'édition et fait la connaissance du peintre Frank Stella dont il partage l'atelier pour étudier la peinture.

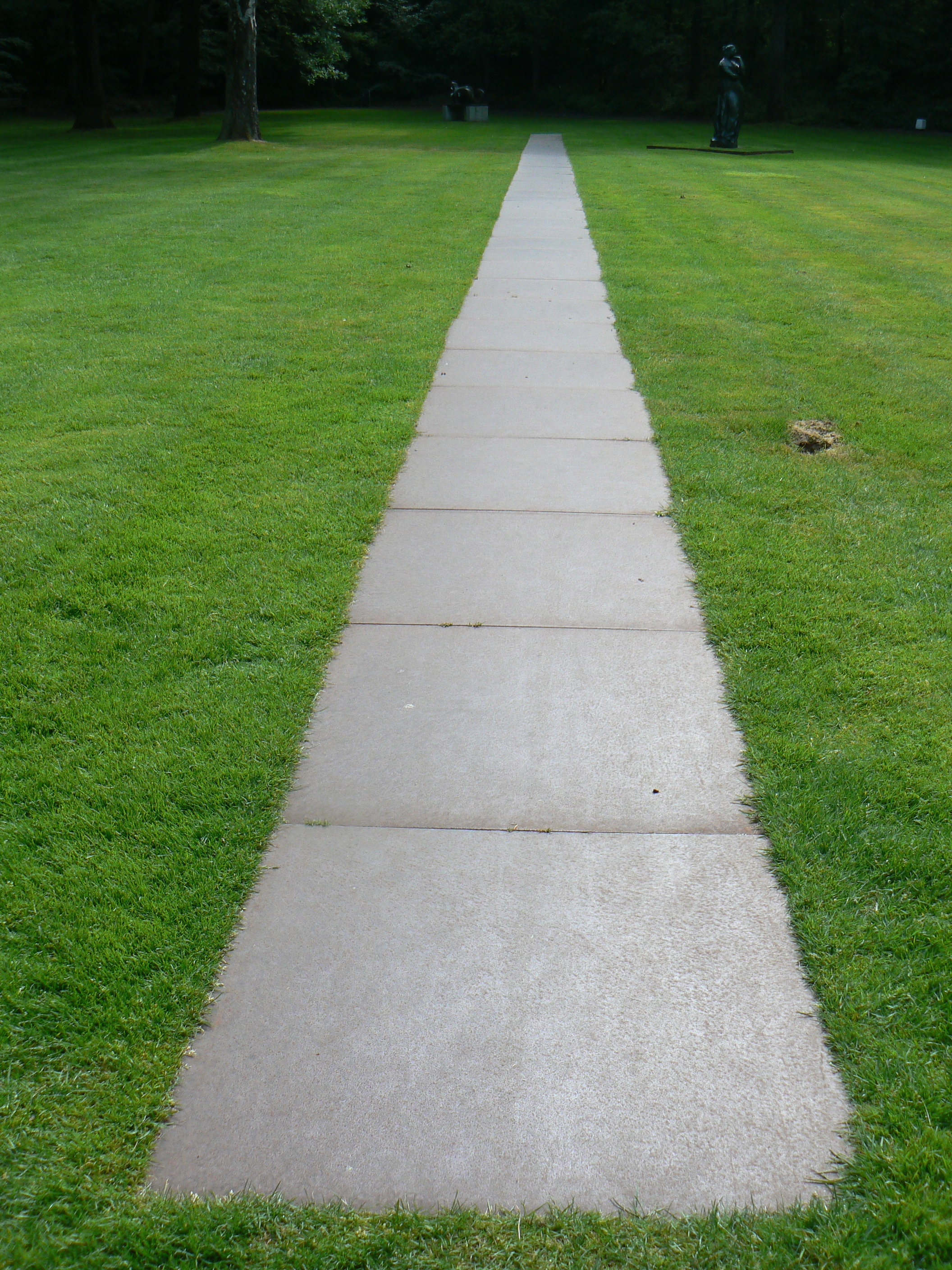
Sculpture 43 Roaring forty au musée Kröller-Müller (Pays-Bas), 1968.

### Débuts artistiques
Il abandonne progressivement la peinture pour s'orienter vers la sculpture, développant des sculptures modulaires sur bois influencées par Brancusi et par les peintures noires de Stella, puis des assemblages de blocs de bois brut. À court d'argent, il travaille parallèlement (1959-1964) comme mécanicien et conducteur pour la Pennsylvania Railroad (Compagnie des chemins de fer de Pennsylvanie) dans le New Jersey. L'horizontalité de l'architecture du réseau ferroviaire semble alors l'inspirer pour l'élaboration de ses futures œuvres. En 1965, il participe avec Robert Morris, Donald Judd et Larry Bell à l'exposition « Shape and Structures » organisée par Henry Geldzahler à la Galerie Tibor de Nagy à New York. Quelques mois plus tard, il réalise sa première exposition personnelle où il expose des assemblages de poutres horizontales en styroforme (matière plastique industrielle).

### Reconnaissance
Dans les années 1970, l'artiste réalise de nombreuses grandes installations comme Blocks and Stones pour le Center for the Visual Arts de Portland (Oregon) (1973). En 1972, La Tate Gallery de Londres fait l'acquisition de son Equivalent VIII (1966), communément appelé The Bricks (Les Briques), qui consistent en cent vingt briques réfractaires arrangées en rectangle, qui eut un succès de scandale international. Il réalise de plus en plus d'œuvres en extérieur, comme Stone Field Sculpture  (Hartford, Connecticut, 1977).

### Consécration
En 1970, il bénéficie d'une exposition personnelle au musée Solomon R. Guggenheim (New York) et, depuis lors, il expose régulièrement, soit seul, soit en groupe, dans les principaux musées, galeries et centres d'art en Amérique et en Europe, parmi lesquels on peut citer le Laguna Gloria Art Museum à Austin (Texas) en 1978, le Musée d’Art moderne de la Ville de Paris en 1979, le Stedelijk Van Abbemuseum à Eindhoven (Pays-Bas) en 1987, le Museum of Modern Art d'Oxford (Royaume-Uni) en 1996 et le musée Cantini de Marseille (France) en 1997.

### Écrits
Carl André a été poète avant de s'intéresser à la sculpture, il dispose des mots, « particules de langage », sans grammaire ni syntaxe, et comme les matériaux dans ses sculptures, il les utilise pour leur charge affective. Ce travail, comprenant calligrammes, opéras et livres, a été présenté en Amérique et en Europe. Une importante collection a été rassemblée par le Stedelijk Museum d'Amsterdam, cependant sa poésie n'a jamais encore été éditée, d'où la méconnaissance qu'en a le public.
André vit et travaille à New York. Il est représenté par la galerie Paula Cooper (en) à New York.

### La chute
Ana Mendieta, sa femme (avec qui il est marié depuis huit mois) meurt le 8 septembre 1985 à New York après une chute par la fenêtre de son appartement situé au 34e étage au 300 Mercer Street à Greenwich Village, où ils vivaient ensemble.
« Ma femme est une artiste, et je suis un artiste, et nous avons eu une dispute à propos du fait que je sois plus, euh, exposé au public qu'elle. Et elle est allée dans la chambre, et je l'ai suivie et elle est passée par la fenêtre. »
En 1988, André est accusé de meurtre puis acquitté. Après trois ans de procédures judiciaires, son avocat décrit la mort de Mendieta comme un possible accident ou un suicide. Le juge déclare que « la culpabilité n'a pas été prouvée, au-delà d'un doute raisonnable ».
L'acquittement provoque un tollé parmi les féministes du milieu de l'art et reste toujours controversé. En 2010, un colloque intitulé « Where is Ana Mendieta » se tient à l'université de New York pour commémorer le 25e anniversaire de sa mort. En mai 2014, le groupe de protestation féministe No Wave Performance Task manifeste devant la rétrospective de Carl Andre à la Dia Art Foundation. Il dépose des piles de sang animal et de boyaux devant l’établissement, tout en distribuant des survêtements transparent où il était écrit « J'aimerais qu'Ana Mendieta soit toujours en vie. » En mars 2015, le No Wave Performance Task et un groupe de poètes féministes originaires de New York se rendent à Beacon pour protester contre la rétrospective d'Andre à la DIA:Beacon. Dans la galerie principale, elles hurlent, fabriquent des « siluetas » sur le sol du musée avec de la neige, teintée avec du paprika, des sprinkles[Quoi ?] et du faux sang.

## Œuvre
André installe quatre concepts majeurs dans l'ensemble de son œuvre :
- la platitude
- la sculpture comme lieu
- la composition modulaire
- l'emploi de matériaux bruts.

La caractéristique la plus marquante du travail d'Andre est la mise à bas de la caractéristique fondamentale de la sculpture : la verticalité. La sculpture cesse d'être une forme autonome mais plutôt un ensemble « forme-sculpture-lieu ». Elle concentre et retient l'énergie qui la constitue donc le paysage participe de son intervention in situ et l'espace devient l'élément essentiel — tout l'espace, jusqu'au firmament. La sculpture devient lieu : lieu en soi et dans le lieu qui la contient. Andre interroge le respect classique qu’imposent les œuvres, il nous amène à marcher sur une œuvre qui n’impose aucun point de vue privilégié, aucun axe, aucune hiérarchie.
Il étoffe la signification de la sculpture en lui ajoutant une dimension qu'il appelle « clastique » (par opposition à l'art « plastique »), pour qualifier ce qui peut être « assemblé à partir d'éléments constituants » ou « démonté en ses éléments constituants ». Ce mot explique son attitude artistique, consistant à aligner en série et à même le sol des éléments de fabrication industrielle, favorisant un déploiement horizontal de la sculpture dans lequel toutes les pièces du mécanisme sont modulables.
André affirme qu'il crée en fonction des espaces de présentation. Son œuvre minimaliste se manifeste par la grande simplicité dans l'usage qu'il fait des matériaux bruts. Il n'invente pas de technique ni de savoir-faire particulier reléguant le traditionnel à un autrefois de la sculpture. Le gestuel est donc refusé et l'attention du spectateur se fixe sur le matériau lui-même. Ainsi la sculpture se refuse à seulement occuper l'espace : elle s'en saisit.
À la fin de l'année 1959, il construit dans l'atelier de Hollis Frampton sa première série de sculptures Pyramids. Elles sont une étape essentielle à sa démarche : ce sont les premières œuvres construites et non sculptées, composées d'éléments en bois dont la forme finale traduisant une pyramide et influencées par la Colonne sans fin de Brancusi et les Black Paintings de Frank Stella.
Les trois principaux matériaux qu'il utilise sont le bois, en particulier le cèdre, la pierre et les métaux. L'artiste exclut tout mélange de matériaux, il peut user de quelques combinaisons de métaux parfois, mais pour André chaque matériau détient ses qualités propres sur les plans tactile, chromatique ou sonore. Le bois est pour lui « la mère des matières ». Son choix de matières est défini par son environnement, et par les ressources dont il dispose. Il affirme que ses éléments sont des « indicateurs économiques ».
Il emploie automatiquement ses matériaux sous la forme de modules de dimensions normalisées qu'il nomme, en se basant continuellement sur la table périodique, « éléments » ou « particules ». Pour assembler ces particules, Andre se sert des nombres pour donner des formes sommaires à ses sculptures. Ses configurations ne viennent pas du hasard, les mathématiques apportent de la mesure, du rythme et de la proportion à son travail.
Des plaques métalliques industrielles posées au sol constituent, depuis le début des années 1970, l'aspect le plus connu de l'œuvre d'André. L'artiste réalise ainsi des pièces où la planéité du sol est en parfaite adéquation avec l'aspect plat du matériau. En « horizontalisant » sa sculpture, l'artiste la définit comme un lieu que le spectateur est d'ailleurs invité à parcourir en marchant dessus (c'est un des points de vue d'expérimentation de l'œuvre).

« Je ne fais, dit-il, que poser la Colonne sans fin de Brancusi à même le sol, au lieu de la dresser vers le ciel… »

André a l'habitude de dire que l'idéal pour lui est une route composée d'une simple juxtaposition d'unités standards de plaques industrielles posées au sol les unes à la suite des autres.
Nombreuses de ses œuvres rectilignes à même le sol, guident les pas du visiteurs d'une salle à l'autre dans ses expositions. Mais certaines de ces œuvres comme 7 Cu Slant 30 (Düsseldorf, 1990), traversent l'espace, le fractionnent, et obligent leurs franchissements pour continuer l'exposition. Ce n'est donc plus la matière qui est sculptée mais l'espace qui est entaillé.
Son esthétique s'exprime aussi par la matière et tend à rapprocher la fin et les moyens. On n'y trouve aucun romantisme du geste de l'artisan attelé à sa confrontation avec la matière. Ses sculptures ne sont pas le résultat d'un acte sculptural imprimé au matériau afin de l'infléchir, il y a plutôt une façon de révéler la matière à travers les qualités esthétiques qui lui sont propres. Si le matériau est utilisé usiné dans une forme la plus neutre possible c'est parce que l'artiste respecte la notion de masse, de pesanteur, de densité, toutes des caractéristiques que le spectateur doit pouvoir ressentir naturellement devant ses œuvres. Enfin l'espace qui l'accueille est laissé tel quel et détermine bien souvent la réalisation de la sculpture avec laquelle il fusionne pour constituer l'œuvre entière : autrement dit l'espace est une des composantes de l'œuvre.

André a conçu dans la sculpture moderne une œuvre aussi ordinaire que drastique ; son travail n'a jamais dérivé de ses fondements de départ, il les a approfondis restant assidu à une éthique de travail qu'il exprima en 1970 comme ceci : 

« […] je trouve que ma plus grande difficulté, l'aspect le plus douloureux et le plus difficile de mon travail, est de vider mon esprit, de le débarrasser de tout ce fardeau de significations que j'ai absorbées, dues à la culture ambiante, de toutes ces choses qui semblent avoir un rapport avec l'art quand, justement, c'est tout le contraire. C'est là le seul aspect du terme « art minimal » qui pour moi a toujours été au premier plan et qui fait que je me suis toujours considéré comme artiste minimaliste. Il faut absolument se débarrasser des filets de sauvetage, des certitudes, des idées préconçues, pour se mettre à quelque chose de plus proche, qui ressemble à une sorte de vide. Pour ensuite reconstruire à partir de cette situation réduite. C'est peut être une autre façon de rechercher l'art pauvre, il faut appauvrir son propre esprit […]  »

En 2011, Carl André obtient le prix Haftmann, récompense artistique la plus richement dotée en Europe (150 000 Francs suisses, soit 120 000 €), décerné par la Roswitha Haftmann Foundation, une fondation suisse, à un « artiste vivant ayant produit une œuvre de première importance ».

## Principales œuvres
- Oswald in Russia, 1964 : Double au carbone de tapuscrit et crayon sur papier à lettres, feuillet 5 (sur 6) d'un texte en forme de poème.
- Equivalent VIII, 1966 : 120 briques réfractaires arrangées en rectangle (Londres, Tate Gallery)
- 10 Steel Row, 1967, 1 × 60 × 300 cm : 10 dalles en acier alignées directement sur le plancher ; cette œuvre marque le début de l'utilisation de plaques métalliques (photographie)
- 2 × 18 Aluminium Lock, 1968 : 36 unités rectangulaires en aluminium de 1 × 100 × 100 cm chacune, 1 × 200 × 1 800 cm au total (Collection The Solomon R. Guggenheim Foundation, New York - The Panza Collection) (photographie)
- 100 Magnesium Squares, 1970 : 100 dalles de magnésium assemblées
- 144 Tin Square, 1975 : 144 carrés d'étain de 30,5 × 30,5 cm chacun, 367 × 367 cm au total (Paris, Musée national d'Art moderne)
- Blacks Creek, 1978 : œuvre réalisée à New York, 5 éléments verticaux en bois de pin Douglas fir (arbre résineux des États-Unis) supportant 2 éléments horizontaux posés bout à bout, Bois 122 × 183 × 30,5 cm, chaque élément : 91,5 × 30,5 × 30,5 cm.
- Hearth (Foyer), 1980 : œuvre réalisée à Düsseldorf, 44 poutres brutes de scierie en bois de cèdre rouge de 30 × 90 × 30 cm chacune, 120,5 × 469 × 90 cm au total : Carl André renoue ici avec une pratique adoptée dès ses débuts, l’utilisation et la mise en valeur du bois non transformé (Paris, Musée national d'Art moderne)
- Outer Piece (composée de 64 blocs de béton) et Inner Piece (comprenant 30 blocs)[13], Le Consortium, Dijon, 1983
- America Drill, 2003 : livre d'artiste en édition limitée de 100 exemplaires signés, 400 exemplaires numérotés et 100 preuves d'artiste. 104 pages, 39,4 × 29,4 cm. Produit et publié par Les Maîtres de Forme Contemporains (mfc-michèle didier) & Paula Cooper Gallery.